# World War Z
World War Z – amerykańsko-maltański horror sci-fi z 2013 roku w reżyserii Marca Forstera, którego światowa premiera odbyła się 2 czerwca, zaś polska – 5 lipca 2013.

## Fabuła
Rok 2025. W Indiach wybucha epidemia zmutowanej odmiany wścieklizny, która zamienia ludzi w agresywne zombie. Wirus szybko rozprzestrzenia się po większości świata, zabija miliony, a zaraża dziesiątki milionów. ONZ szybko się rozpada, a każde państwo rozpoczyna walkę z zombie na własną rękę. Chiny oraz Korea Północna wspólnie odpalają kilkadziesiąt ładunków atomowych, aby wypalić wirusa w wysokiej temperaturze (udaje im się to w 80%, ale ginie około 150 milionów ludzi, głównie mieszkańców wschodnich Chin).
Major Gerry Lane, 60-letni oficer US Army, zostaje wysłany wraz z grupą naukowców i komandosów z misją odnalezienia pacjenta zero i opracowania szczepionki na wirus zombie.
Tymczasem w Ameryce dochodzi do prawdziwego armageddonu - liczba zombie rośnie z dnia na dzień, ludzie zabijają się nawzajem w walce o zasoby do życia. Administracja prezydenta Obamy ogłasza totalny stan wojenny na terenie całego kraju - wszelka broń jest pod groźbą śmierci konfiskowana i oddawana armii. Doprowadza to do chaosu, który wykorzystują zombie. Armia amerykańska wydaje żywym trupom wielką bitwę na pustyni w Nevadzie. Wojsko nie potrafi pokonać dziesięciokrotnie liczebniejszego wroga, żołnierze kolejną giną lub zostają pogryzieni i przemienieni w zombie. W odpowiedzi wprowadzony zostaje Act 47, czyli ustawa anty-zombie, nakazująca powołanie pod broń każdego zdrowego człowieka pomiędzy 14. a 75. rokiem życia. W ciągu tygodni epidemia zombie powoduje śmierć 120 milionów obywateli USA. Rząd ewakuuje się do Nome na Alasce (tam zostaje przeniesiona tymczasowa stolica kraju).
Gerry i jego ludzie docierają do Rosji, gdzie budowane są specjalne obozy koncentracyjne dla zarażonych. W kraju tym doszło do rewolucji, w wyniku której władzę przejęli generałowie o poglądach konserwatywnych. Cała Syberia jest jedną wielką strefą zombie (około 20 milionów zarażonych). Major Lane poznaje dr. Antona Kiesłowa, który tłumaczy mu, że pandemia skończy się w najdalej kilka miesięcy, jeżeli oczywiście zombie przestaną zarażać nowych ludzi (potwory umrą z głodu i pragnienia, bowiem muszą się czymś żywić).
W Afryce zombie mnożą się najszybciej. 200 milionów żywych trupów niszczy wszelką cywilizację na tym kontynencie. Jedynymi krajami jakie obroniły się przed nawałą potworów są Erytrea oraz Somalia (tamtejsze autorytarne rządy wprowadziły politykę zabijania wszystkiego, co tylko przekracza granicę oraz bombardowania napalmem i gazem musztardowym już zakażonych rejonów). Chińskie statki wojskowe pływające po Morzu Czerwonym bombardują obszary pod kontrolą zombie (operacją kierują z bazy w Dżibuti).
W Izraelu i krajach arabskich epidemia zostaje odebrana jako Har-Megiddo i koniec świata. Imam Jerozolimy nakazuje modlić się do Allaha o wzięcie do Nieba, co powoduje znaczny wzrost epidemii nieumarłych. Iran dokonuje atomowego ataku na sąsiedni Irak, skąd zaczęła rozprzestrzeniać się epidemia wirusa. Wojska izraelskie prowadzą bitwy z zombie, ale wszystkie po kolei przegrywają. Mosad pod kierunkiem generała Jurgena Warmbrunna rozpoczyna realizację planu Gniew Boga, którego celem jest przejęcie totalnej władzy nad krajem...
Tymczasem Lane dociera do Indii, gdzie generał Rajnath Singh kieruje walką z Rakszasami (zombie), nacierającymi na Mumbaj...

## Obsada
- Brad Pitt – Gerry Lane
- Mireille Enos – Karin Lane
- Daniella Kertesz – Segen
- David Morse – Były agent CIA
- James Badge Dale – Kapitan Speke
- Matthew Fox – Skoczek
- Fana Mokoena – Thierry Umutoni

i inni